# El Montcal
El Montcal és una muntanya de 550 metres que es troba entre els municipis de Beuda i Maià de Montcal, a la comarca catalana de la Garrotxa.